# Crimson Newton (manzana)
Crimson Newton es una  variedad cultivar de manzano (Malus domestica).
Es una variedad de manzana desporte, clon con más superficie coloreada, casi totalmente, y color rojo carmesí oscuro opaco que la variedad Newton Wonder. Se originó en 1921 con C.H. Dicker, "Holwell Bury Fruit Farm" (Granja de frutas Holwell Bury), Hertfordshire, Inglaterra. Recibido por el "National Fruit Trials" en 1958. Las frutas tienen una pulpa de textura bastante gruesa, moderadamente jugosa con un sabor subácido. Cocina muy bien.

## Sinonimia
- "Crimson Newton Wonder",
- "Red Newton".

## Historia
'Crimson Newton' es una variedad de manzana desporte clon con más superficie coloreada, casi totalmente, y color rojo carmesí oscuro opaco que la variedad Newton Wonder de la que procede. Se originó en 1921 con C.H. Dicker, "Holwell Bury Fruit Farm" (Granja de frutas Holwell Bury), Hertfordshire, Inglaterra (Reino Unido).
'Crimson Newton' se cultiva en la National Fruit Collection con el número de accesión: 1957-177 y Accession name: Crimson Newton.

## Características
'Crimson Newton' tiene un tiempo de floración que comienza a partir del 9 de mayo con el 10% de floración, para el 14 de mayo tiene una floración completa (80%), y para el 22 de mayo tiene un 90% de caída de pétalos.
'Crimson Newton' tiene una talla de fruto grande; forma redondeada, y a veces, redondeados y aplanados; con nervaduras ausentes y corona de débil a media; epidermis brillante y dura, con color de fondo verde amarillo, importancia del sobre color muy alto, con color del sobre color rojo carmesí intenso oscuro, con sobre color patrón rayado / jaspeado, presentando color rojo carmesí intenso oscuro en casi la totalidad, las lenticelas rojizas están esparcidas al azar por las caras, entremezcladas con puntos de colores claros, "russeting" (pardeamiento áspero superficial que presentan algunas variedades) muy bajo; cáliz de tamaño pequeño y parcialmente abierto, asentado en una cubeta de profundidad media y ancha; pedúnculo es de corto a medio largo y medio grueso, colocado en una cuenca de profundidad media y en forma de embudo que a veces presenta "russeting"; carne de color crema con color carmesí infundido en la zona de pulpa junto a la epidermis, firme y de grano grueso. Sabor jugoso y ácido.
Su tiempo de recogida de cosecha se inicia a mediados de octubre. Se conserva bien durante más de tres meses en una habitación fresca manteniendo su sabor de forma segura.

## Usos
Es una muy buena manzana para cocinar o para hacer jugo. Al cocinar, la manzana se reduce a un puré que se puede agregar a pasteles, tartas o se puede usar como chutney. La manzana produce un sabor fuerte pero ligeramente dulce cuando se cocina y es mejor utilizarla cuando se madura al final de la temporada.

## Ploidismo
Diploide, parcialmente autofértil. Mejora su producción cuando se fertiliza con polen de Grupo de polinización: D, Día 14.